# Цецерськ
Цецерськ (пол. Cieciersk) — село в Польщі, у гміні Рацьонж Плонського повіту Мазовецького воєводства.
Населення — 186 осіб (2011).
У 1975—1998 роках село належало до Цехановського воєводства.

## Демографія
Демографічна структура станом на 31 березня 2011 року:
|          | Загалом | Допрацездатний вік | Працездатний вік | Постпрацездатний вік |
| -------- | ------- | ------------------ | ---------------- | -------------------- |
| Чоловіки | 94      | 27                 | 59               | 8                    |
| Жінки    | 92      | 21                 | 52               | 19                   |
| Разом    | 186     | 48                 | 111              | 27                   |